# Nayars
Pour les articles homonymes, voir Nair.

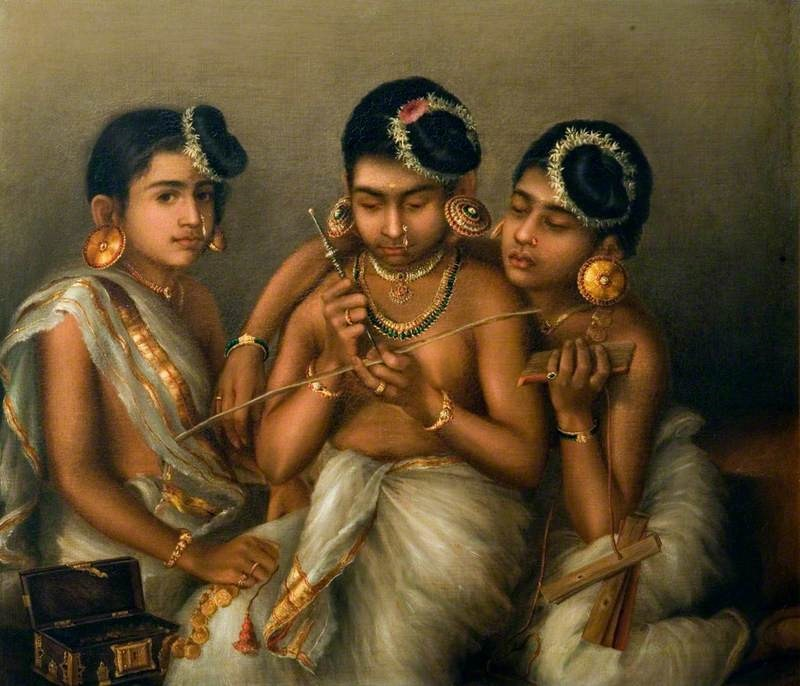
Trois fillettes Nayar de Travancore. Peinture à l'huile réalisée en 1872 par Ramaswami Naidu. Conservé au Victoria and Albert Museum, Londres.

Les Nayars ou les Naïr (malayalam : നായർ (nāyar)) sont une caste originaires du sud-ouest de l'Inde, sur la côte de Malabar dans l'État du Kerala.

## Organisation sociale
Les Nayars sont une société matrilinéaire.
Francis Zimmerman a étudié la forme particulière prise par le mariage nayar, que Françoise Héritier résume ainsi  :

« ... un exemple fameux, celui des Nayar de l’Inde, nous apprend que même là où l’institution semble absente d’après les critères que nous reconnaissons (pas de résidence commune des conjoints ; pas de privilège sexuel, pas même de rencontre nécessaire ; pas de coopération économique ; pas de coopération dans l’éducation des enfants ; familles matricentrées ; des enfants nés de rencontres amoureuses et rattachés au lignage de leur mère), elle est pourtant présente sous un aspect qui ne nous est pas culturellement familier, à savoir l’établissement de liens d’alliance durables, réguliers, renouvelés, établis entre des lignages, entre des groupes sociaux. Les mariages entre hommes et femmes appartenant chacun de leur côté aux groupes en situation d’alliance matrimoniale sont bien les supports factuels de cette alliance entre groupes, mais cela n’implique rien de ce que nous avons l’habitude de mettre sous la notion de mariage. »

### Sources et bibliographie
- (en) David Murray Schneider et Kathleen E. Gough, Matrilineal Kinship, Cambridge University Press, 1962, 761 p.  (ISBN 978-1111665906).
- (en) Christopher John Fuller, The Nayars Today, Cambridge University Press, 1977, 186 p.  (ISBN 978-0521290913).
- (en) Robin Jeffrey, The Decline of Nair Dominance: Society and Politics in Travancore 1847-1908, Sussex University Press, 1994, 393 p.  (ISBN 978-8173040658).
- (en) F. Fawcett, Nâyars of Malabar, Asian Educational Services, 2004, 151 p.  (ISBN 978-8120601710).